# Под истрагом (ТВ филм)
„Под истрагом” је југословенски ТВ филм из 1977. године. Режирао га је Љубомир Драшкић а сценарио је написао Мирко Ковач.

## Радња
У истражни затвор доводе младића који треба да одговара због свог првог ситног џепарења. У затвору упознаје велику групу различитих преступника. Наш јунак се укључује у дневни затворски живот, али долази у сукоб са најгорим од младића који терорише све осуђенике у затвору.

## Улоге
| Глумац                    | Улога               |
| ------------------------- | ------------------- |
| Бранко Ђурић              | Исус                |
| Аљоша Вучковић            | Љуба Манијак        |
| Милутин Бутковић          | Милиционер          |
| Богдан Диклић             | Падавичар           |
| Милан Лане Гутовић        | Ђоле                |
| Петар Краљ                | Мајстор             |
| Драган Максимовић         | Шок                 |
| Бранислав Цига Миленковић | Грк                 |
| Зоран Радмиловић          | Батица              |
| Никола Симић              | Правник             |
| Михајло Викторовић        | Берберин, у затвору |
| Милош Жутић               | Жика „Мисисипи”     |